# 刘禅
劉禅（207年—271年），字公嗣，又字升之，幼名阿斗。漢昭烈帝劉備之子，蜀漢最後一位皇帝。陳壽著《三國志》稱其為後主，十六国时期的汉赵政权諡其为孝懷皇帝，史称漢懷帝或蜀漢後主。劉禪在位達41年（223年－263年），是整个三國時期在位時間最長的君主。

## 生平

### 早年
据《三国志》记载，劉禪由刘备的妾室昭烈皇后甘梅所生，是刘备三位庶子中最为年长的。
208年（建安十三年），曹操的军队当阳长阪坡追擊刘备，刘禅和生母甘氏与刘备的部队走失，幸好得到赵云的保护，母子都幸免于难。
212年（建安十七年），刘备入蜀，孙权派人接回孫夫人，孫夫人想将五歲的刘禅一并带走，诸葛亮派遣赵云夺回。
221年（建安二十五年）五月，立為太子。

### 在位期間
刘禅继位初期确实听从父亲的遗命，放权于丞相诸葛亮处理军政大事，“政事无巨细，咸决于亮”。
延熙元年（公元238年），詔命蔣琬應嚴整治軍，率各軍屯紮漢中，等東吳行動，兩國構成東西犄角之勢，伺機伐魏。
劉禪始“乃自攝國事”，由蔣琬、費禕、董允等人主政，修养生息，積蓄力量後从长计议再北伐的政策。劉禪對於寵臣陳祗與宦官黃皓也頗為寵信，姜維畏懼黃皓，只得擁兵屯墾汉中的沓中（今甘肃甘南藏族自治州迭部）。
景耀六年（公元263年），姜維上表後主：「聽聞鍾會治兵關中，欲規畫進一步拓取土地之意，宜一併派遺張翼、廖化督率各軍，分別護陽安關口、陰平橋頭，以防患於未然」，黃皓徵求鬼巫信息，謂敵人終究不會自來，而劉禪也信了鬼巫，滿朝文武竟沒有一人知曉。
最后邓艾偷渡阴平大军压境，刘禅與群臣商議如何抵禦，決定派諸葛瞻領兵迎戰，但諸葛瞻戰敗。最後，刘禅接受谯周的建议，在农历十一月向曹魏投降。劉禪派太僕蔣顯至劍閣，傳令姜維等部投降，漢軍悲憤不已，紛紛拔刀砍石。邓艾承制拜刘禅为骠骑将军。

### 樂不思蜀
蜀漢滅亡后，刘禅移居魏国都城洛阳，路上蜀漢舊臣只有郤正及殿中督张通陪同。曹魏朝廷封刘禅為安乐县公（常璩则作北巫县安乐乡公）。某日司马昭设宴款待刘禅，囑咐演奏蜀乐曲，并以歌舞助兴时，蜀漢旧臣们想起亡国之痛，个个掩面或低頭流泪。獨刘禅怡然自若，不為悲傷。司马昭见到，便问刘禅：“安樂公是否思念蜀？”刘禅答道：“此間樂，不思蜀也。”他的旧臣郤正闻此言，趁上廁所時对他说：“下次如司马昭若再问同一件事，您就先注視著宮殿的上方，接著閉上眼睛一陣子，最後張開雙眼，很認真地說：‘先人坟墓，远在蜀地，我没有一天不想念啊！’这样，司马昭就能让陛下回蜀了。”刘禅听后，牢记在心。酒至半酣，司马昭又问同样的问题，刘禅赶忙把郤正教他的説了一遍。司马昭听了，即回以：“咦，这话怎么像是郤正说的？”刘禅大感惊奇道：“你怎麼知道呀！”司马昭及左右大臣哈哈大笑。司马昭见刘禅如此老实忠懇，从此再也不怀疑他，刘禅就这样在洛阳度过餘生，這也是“乐不思蜀”一詞的典故。
西晉晉武帝泰始七年（271年），刘禅去世，諡刘禅為思公。
刘禅太子刘在钟会之乱中丧生，按次序应该立次子刘瑶为继承人，但刘禅偏爱六子刘恂，立刘恂为继承人，旧臣文立劝谏，不听，于是刘恂袭为安乐公。
西晉末年，南匈奴出身的劉淵起事，國號為漢，即汉赵政权，追諡刘禅為孝怀皇帝。

## 住所
刘禅在洛阳的住宅位于洛阳城东阳门外二里御道的北侧，被称为晖文里，原本是晋朝的马道里，北魏时期，该处成为太傅李延寔的住宅。

## 評價
- 刘备在遗诏中说：「射君（射援）到，说丞相叹卿（即刘禅）智量，甚大增修，过于所望，审能如此，吾复何忧！勉之，勉之！」
- 諸葛亮在與杜微書中評價後主說：「朝廷年方十八，天資仁敏，愛德下士。」
- 蜀郡太守王崇論後主曰：「昔世祖内資神武之大才、外拔四屯之奇將、猶勤而獲濟。然乃登天衢、車不輟駕、坐不安席。非淵明弘鑒、則中興之業何容易哉。後主庸常之君、雖有一亮之經緯、内無胥附之謀、外無爪牙之將、焉可包括天下也。」“鄧艾以疲兵二万溢出江油。姜维举十万之师，案道南归，艾易成禽。禽艾已讫，复还拒会，则蜀之存亡未可量也。乃回道之巴，远至五城。使艾轻进，径及成都。兵分家灭，己自招之。然以钟会之知略，称为子房；姜维陷之莫至，克揵筹斥相应优劣。惜哉！”（華陽國志）
- 司马昭：「人之无情，乃可至於是乎！虽使诸葛亮在，不能辅之久全，而况姜维邪？」
- 陳壽於《三国志》：“后主任贤相则为循理之君，惑阉竖则为昬闇之后，传曰‘素丝无常，唯所染之’，信矣哉！礼，国君继体，逾年改元，而章武之三年，则革称建兴，考之古义，体理为违。又国不置史，注记无官，是以行事多遗，灾异靡书。诸葛亮虽达于为政，凡此之类，犹有未周焉。然经载十二而年名不易，军旅屡兴而赦不妄下，不亦卓乎！自亮没后，兹制渐亏，优劣著矣！”、認為劉禪是「素絲無常，唯所染之」，早年得諸葛亮輔助，所以「任賢相則為循理之君」；但後來寵信黃皓，敗壞政事，卻是「惑閹豎則為昏闇之后」。但與暴虐好殺的孫皓相比，劉禪要更為善於處理政務且與大臣們保持著良好的互動。
- 薛珝：“主暗而不知其过，臣下容身以求免罪，入其朝不闻正言，经其野民有菜色。”
- 晉朝張華問李密：「安樂公（劉禪）何如？」密曰：「可次齊桓。」華問其故，對曰：「齊桓得管仲而霸，用豎刁而蟲流。安樂公得諸葛亮而抗魏，任黃皓而喪國，是知成敗一也。」(晉書‧李密傳)
- 裴松之为《三国志·三少帝纪》作注，在评论郭修刺杀费祎事时，称刘禅为“凡下之主”。
- 孫盛：“刘禅暗弱，无猜险之性。”“禅虽庸主，实无桀、纣之酷，战虽屡北，未有土崩之乱，纵不能君臣固守，背城借一，自可退次东鄙以思后图。”認為劉禪是「庸主」。
- 李特：“刘禅有如此江山而降于人，岂非庸才？”（華陽國志）
- 常璩：“主非中兴之器。”（華陽國志）
- 张璠：“刘禅懦弱，心无害戾。”
- 朱敬则：“若乃投井求生，横奔畏死，面缚请罪，膝行待刑，是其谋也。马上唱无愁之歌，侍宴索达摩之曲，刘禅不思陇蜀，叔宝绝无心肝，对贾充以不忠之词，和晋帝以邻国之咏，是其才也。纵黄皓，嬖岑昏，宠高壤，狎江总，是其任也。剥面凿眼，孙皓之刑；弃亲即雠，高纬之志。其馀细故，不可殚论。听吾子之悬衡，任夫人之明镜。”（《全唐文》）
- 陈世崇：“孔明之子瞻、孙尚战死，张飞之孙遵，赵云次子广亦战死，北平王谌哭于昭烈庙，先杀妻子乃自杀，魏以蜀宫人赐将士，李昭仪不辱自杀。禅不特愧于将士，亦且愧于妇人矣。”
- 俞德邻：“禅以暗弱之资，而又惑于阉竖，使无此谶，其能与魏争乎？”
- 郑玉：“孔明盖社稷之臣也，今刘禅昏愚暗弱，纵使伊尹阿衡、周公辅相，亦必危亡而后已，虽百孔明，如之何哉？”“孔明既死，刘禅卒就擒缚。及其入魏，屈辱百端，略无愧耻。岂惟刘氏之宗社不嗣，遂使高祖、光武含羞地下，抱憾无穷。”
- 王夫之：「後主失德而亡，非失險也，恃險也，恃則未有不失者也。君恃之而棄德，將恃之而棄謀，士卒恃之而棄勇。伏弩飛石，恃以卻敵；危石叢薄，恃以全身；無致死之心，一失其恃，則匍伏奔竄之恐後；扼以於蹊徑，而淩峭壁以下攻，則首尾不相顧而潰。故謂後主信巫言而失陰平之守以亡國，非也。陰平守，而亙數百里之山厓谿谷，皆可度越，陰平一旅，亦贅疣而已。李特過劍閣而歎劉禪之不能守，艸竅之智，乘晉亂以茍延爾。譙縱、王建、孟知祥、明玉珍蹶然而起，熸然而滅，恃險愈甚，其亡愈速矣。」《讀通鑒論·卷十》
- 罗贯中：“祈哀请命拜征尘，盖为当时宠乱臣。五十四州王霸业，等闲抛弃属他人。”“魏兵数万入川来，后主偷生失自裁。黄皓终存欺国意，姜维空负济时才。全忠义士心何烈，守节王孙志可哀。昭烈经营良不易，一朝功业顿成灰。”
- 潘时彤：“可惜三分鼎，空怜六尺孤。大权归宦竖，强敌问神巫。斫石军心愤，回天将胆粗。山头曾学射，一矢报仇无。”
- 《三國志》盧弼集解引周壽昌說：「五丈原头大星夜陨，至千载下犹有余恫。廖公渊、李正方俱为武侯贬退，侯死皆痛泣而卒。李邈何人敢为此疏，直是全无心肝。使非后主之明断，则谗慝生心，乘间构衅，恐唐魏元成仆碑之祸，明张太岳籍没之惨，不待死肉寒而君心早变矣。见疏生怒，立正刑诛，君子谓后主之贤，于是乎不可及。」「（樂不思蜀一事）恐傳聞失實，不則養晦以自全耳。」
- 清朝方苞《望溪先生文集》中有〈蜀漢後主論〉一文，論曰：「亡國之君若劉後主者，其為世詬歷也久矣，而有合乎聖人之道一焉，則任賢勿貳是也。其奉先主之遗命也，一以国事推之孔明而己不与，世犹曰以师保受寄托，威望信于国人，故不敢贰也。然孔明既殁，而奉其遗言以任蒋琬、董允者，一如受命于先主。及琬与允殁，然后以军事属姜维，而维亦孔明所识任也。夫孔明之殁，其年乃五十有四耳。使天假之年而得乘司马氏君臣之瑕衅，虽北定中原可也。即琬与允不相继以殁，亦长保蜀汉可也。然则蜀之亡，会汉祚之当终耳，岂后主有必亡之道哉！嗚呼！使置後主他行而獨舉其任孔明以衡君德，則太甲、成王當之有愧色矣！」
- 蔡东藩：“成都虽危，尚堪背城借一，后主宁从谯周，不从北地王谌，面缚出降，坐丧蜀土，是咎在后主。”

## 幼名爭議
劉禪的幼名「阿斗」被後世用作無能者的代名詞。然而，「阿斗」極有可能是「阿升」之誤。
「升」字古音同「登」，與「斗」字語轉相同，「升」「斗」本爲一語、同指一物（「十升爲斗」乃後世之制），後因音變二字分化，「升」字由「斗」字加筆區分，二字往往形近致誤。古文獻中「斗」「升」二字經常相混。在《三国志》現存常見版本中，亦有多個地方學術界認為「斗」字應作「升」字，其中較著名的包括劉禪的幼名「阿斗」疑應作「阿升」，姜維「膽大如斗」疑應作「膽大如升」。清代陳景雲指出《三國志》卷三《魏書·明帝紀》註釋中稱劉禪爲「劉升之」可爲依據，吳金華《三國志校詁》認爲稱「劉升之」爲「阿升」，如同《三國志·蜀書五·諸葛亮傳》註釋中稱黃承彥爲「阿承」，都是當時習俗。《漢書·卷六·武帝紀》記載漢武帝「登封泰山，……升䄠肅然」，「䄠」即「禪」之異體字，「升」「禪」含義關聯。養子名爲「劉封」，長子名爲「劉禪」，亦反映劉備志向。

## 軼事
魏国史书《魏略》中记载，刘禅在刘备于徐州被曹操攻打时与家人走失，因而被人口贩子拐卖，到了汉中，被一个叫做刘括的人收养。后来刘备入蜀之后，一名簡姓將軍（疑為簡雍）到汉中出使，刘禅找到他并讲解儿时故事，記得父親字玄德，证明自己的确是刘备儿子。张鲁于是下令把刘禅还给刘备，刘备才把他立为继承人。间接来讲，若这个记载为真，赵云在当阳救刘禅以及拦江截阿斗都是蜀汉编造的故事。然而裴松之根据《三国志》的说法对这个记载提出质疑，指出年齡上並不符合，后世也多采信裴松之。

## 家庭

### 父
- 烈祖昭烈皇帝刘备

### 母
- 甘夫人甘梅，追尊昭烈皇后

### 后妃
- 敬哀皇后，張氏，張飛長女。劉禪為太子時立為太子妃。於223年立為皇后，237年去世。
- 張皇后，張飛次女。敬哀皇后死後，於238年正月立為皇后。蜀漢滅亡後，隨劉禪到洛陽。
- 王貴人，劉禪後宮，劉生母。原本是敬哀皇后的侍女。
- 李昭儀，劉禪後宮，蜀漢滅亡時自殺。

### 兄弟
- 劉永，字公壽，鄉侯。
- 劉理，字奉孝，諡曰悼王。

### 子
刘禅的儿子见于《三国志》记载的有以下七人，其中刘琮亡国之前已过世，劉于蜀漢亡後的锺会之乱中被殺，劉諶于亡國當日自殺，其余投降並與後主同時被遷往洛陽。在永嘉之亂后，刘禅子孙全部死绝。
| 姓名 | 生卒年       |
| ---- | ------------ |
| 劉   | 224年－264年 |
| 劉瑤 | ？－？       |
| 劉琮 | ？－262年    |
| 劉瓚 | ？－？       |
| 劉諶 | ？－263年    |
| 劉恂 | ？－？       |
| 劉璩 | ？－？       |

### 女
史书无明确记载，《三国志》中记载的三位公主应是他的女儿
- 公主，延熙六年（243年），嫁给时年十七岁的诸葛瞻[20]
- 公主，嫁费祎次子费恭，费祎长女费氏是刘禅长子劉的太子妃[21]
- 公主，嫁关羽之孙、關興之子關統[22]

## 艺术形象

### 歇后语
- 阿斗当皇帝——软弱无能
- 阿斗的江山——白送
- 刘备摔阿斗——收买人心
- 司马昭试探刘禅投降——乐不思蜀
- 扶不起的阿斗

### 影视形象
- 1985年電視劇《諸葛亮》：吴斗争、吉华
- 1994年電視劇《三国演义》：陈婧、李华彤、李铁、鲁继先
- 1996年電影《諸葛孔明》：周海涛
- 2008年電影《三国之见龙卸甲》：胡静波
- 2008年電影《赤壁》：傅祥瑞
- 2010年電視劇《三国》：王鹤鸣
- 2016年電視劇《武神赵子龙》：刘若谷
- 2017年電視劇《軍師聯盟》：姜寒
- 2020年電影《赵云传之龙鸣长坂坡》：可馨
- 2022年電視劇《風起隴西》

### 動漫形象
- 《三國演義》
- 漫畫《蒼天航路》（王欣太）:是一位聰明開朗的少年。
- 漫畫《火鳳燎原》（陳某）

### 遊戲
- 《三国杀》
- 《三国殺名將傳》
- 《真三國無雙/無雙OROCHI系列》（光榮公司開發，松野太紀配音）
- 《王者荣耀》
- 《幻想三國誌5》

## 延伸阅读
[在维基数据编辑]
 在维基文库阅读此作者作品（ 在维基共享资源阅览影像）
 《三國志/卷33》，出自陳壽《三國志》
| 刘禅 蜀漢出生于：207年逝世於：271年 | 刘禅 蜀漢出生于：207年逝世於：271年 | 刘禅 蜀漢出生于：207年逝世於：271年 |
| 統治者頭銜                          | 統治者頭銜                          | 統治者頭銜                          |
| ----------------------------------- | ----------------------------------- | ----------------------------------- |
| 前任： 烈祖昭烈皇帝 劉備            | — 名义上的 — 漢朝皇帝 223年－263年  | 繼任： 汉朝滅亡                     |
| 前任： 烈祖昭烈皇帝 劉備            | 蜀漢皇帝 223年－263年               | 繼任： 蜀漢滅亡                     |
| 前任： 烈祖昭烈皇帝 劉備            | 蜀地君主 223年－263年               | 繼任： 魏元帝 曹奐                  |
| 王室頭銜                            |                                     |                                     |
| 新頭銜                              | 安樂縣公 263年－271年               | 繼任： 劉恂                         |